# Follow the science
Follow the science (с англ. — «Следуйте науке») — фраза, апеллирующая к авторитету науки. Является упрощённым лозунгом. Другая фраза, употребляемая в сходном значении, — «trust the science» (с англ. — «доверяй науке»).

## Использование и оценки
В 2020 году политики часто объясняли свои решения по пандемии коронавируса тем, что они основаны на фактических данных (а не на общественном мнении или политике, как в других случаях). Большинство лидеров настаивало, что «следует науке» и что именно наука определяет их политические решения. «Мы следуем науке» объяснялись меры от введения или отмены строгого социального дистанцирования и до необходимости ношения масок. Фраза follow the science стала широко использоваться, восприниматься как лозунг или даже мантра.
По мнению историка Стивена Шейпина, когда люди говорят, что «следуют науке», то подразумевают лишь некоторую подгруппу научных знаний: так, обычно не имеют в виду социальную психологию или социологию, хотя инфекция циркулирует в обществе. По его словам, об общественной составляющей вопроса, проблеме того, как люди реагируют на риск, слышно мало. Трое исследователей из Университета Нью-Гэмпшира утверждают, что фразу «следовать науке» можно интерпретировать как «следовать за учёными».
М. Хайнш, Х. Кутес и К. Тинкер из Университета Тасмании полагают, что эта фраза «отражает сомнительное предположение о том, что существует одна объективная наука, которой нужно следовать, и что использование научных знаний при принятии решений по своей сути нейтрально». Алекс Стивенс в Nature Human Behaviour указывает, что в мире для борьбы с ковид-19 применяются разные подходы, использующие научные открытия, но такие подходы «стали результатом политических решений, а не науки», и когда наука встречается с политикой, то, возможно, выживают только подходящие идеи. М. Бисиада в журнале Humanities and Social Sciences Communications задаётся вопросом, какой «науке» предлагается следовать, и осуждает навязываемый выбор из двух вариантов: «следовать науке» или «теории заговора», как сокращающий пространство диалога и усиливающий поляризацию в обществе (прописная истина «наука — это хорошо»). Бисиада считает, что термин «наука» и ранее использовался для придания веса словам, отсылки к неизвестному авторитету, для убеждения на межличностном уровне, проецирования определённой позиции на аудиторию.
Главный редактор журнала Science Холден Торп в редакционной статье 2023 года пишет, что фраза «доверять науке» распространена в последнее время, и называет её неудачной, так как «наука» в этом контексте «обычно представляет собой снимок идей или фактов в конкретный момент — и часто с точки зрения небольшого числа людей (или даже одного человека)». Торп высказывает мысль, что вместо «доверять науке» лучше говорить «доверять научному процессу».
Четверо учёных из Оттавского и Йоркского университетов в статье журнала Policy & Politics утверждают, что фраза «следовать науке» используется для укрепления доверия и оправдания решений властей. Политики с её помощью стремятся избежать ответственности за выбранные решения и перекладывают на обычных людей и процессы.
Профессор истории Принстонского университета Майкл Гордин считает хорошей новостью популярность лозунга «следовать науке» у людей с разными политическими взглядами и культурой. Так, в спорах о науке в США стороны не отвергают науку как таковую, а говорят, что именно эта «наука настоящая», а у противников — нет. Однако фраза уже больше политический лозунг, чем приверженность нейтральному исследованию, «что свидетельствует о полном невежестве в отношении того, что такое наука … Нет такой вещи, как „наука“. Есть множество наук с активными разногласиями друг с другом. Наука не статична». По мнению Гордина, представлять науку как монолитную констатацию фактов — это ошибка, и за словами «следовать науке» должны быть доказательства.